# Triazotek diuranu
Triazotek diuranu (seskwiazotek uranu), U2N3 – nieorganiczny związek chemiczny z grupy azotków, połączenie uranu z azotem. Jest to materiał ceramiczny o właściwościach zbliżonych do dwutlenku uranu i węgliku uranu.
Można go wytworzyć w reakcji azotu z uranem w temperaturze około 430 °C. Pewne jego ilości powstają także podczas spalania uranu na powietrzu. W temperaturze 900 °C (według innych źródeł powyżej 1600 °C) rozkłada się z wytworzeniem azotku uranu(III) (UN). Proces ten ma charakter równowagowy:
UN + N2 ⇌ U2N3
Nietrwałość termiczna U2N3 była powodem problemów technicznych przy produkcji pastylek azotku uranu do wykorzystania jako paliwo jądrowe w reaktorach jądrowych. Jeśli wyjściowy materiał zawierał seskwiazotek uranu, to w temperaturze spiekania pastylek (1900 °C) rozkładał się on raptownie z wydzieleniem gazowego azotu, niszczącego strukturę częściowo spieczonej pastylki. Problem został rozwiązany przez opracowanie technik otrzymywania azotku uranu niezawierającego fazy seskwiazotku.